# José Victorino Lastarria
José Victorino Lastarria Santander, né le 23 mars 1817 à Rancagua et mort le 14 juin 1888 à Santiago, est un avocat, écrivain, homme de lettres et homme politique chilien.
Intellectuel majeur du XIXe siècle chilien, membre de l'université du Chili, il s'engage également en politique sous la bannière du Parti libéral, dont il participe à la fondation en 1842. Il occupe des fonctions parlementaires (à la Chambre des députés et au Sénat), ministérielles (ministère des Finances, de la Justice, de l'Intérieur) et diplomatiques (auprès du Pérou, de l'Argentine et plus tard du Brésil).